# Kate Thornton
Kate Thornton (nascida em 7 de fevereiro de 1973) é uma jornalista e apresentadora de televisão britânica, mais conhecida como a primeira apresentadora do  The X Factor (2004–2006) e por apresentar programas diurnos, incluindo Loose Women (2009–2011) e This Morning (2009–2012). Em 2010, ela co-apresentou a primeira série de 71 Degrees North ao lado de Gethin Jones.
Em 1997, ela se tornou editora de reportagens no Sunday Times, cargo que ocupou até 2001, e também editora colaboradora da revista Marie Claire, posição em que continuou até 2003.
Thornton apresentou a turnê Strictly Come Dancing ao vivo em 2008, 2009, 2010, 2012 e 2013. Ela também expressou o papel de apresentador do tapete vermelho na versão britânica de Shrek 2.